# Cyrus und Johannes
Cyrus und Johannes (italienisch Ciro e Giovanni; arabisch اباكير ويوحنا; serbisch Кир и Јован) werden von den Kirchen seit frühchristlicher Zeit als Heilige und Märtyrer verehrt. Sie lebten zur Zeit der letzten großen Christenverfolgungen im Bereich von Alexandria in Nordafrika, am Ende des 3. und zu Beginn des 4. Jahrhunderts. Ihr Todesjahr wird mit 311 angegeben. Im Deutschen werden sie auch „Cyrus der Arme“ und „Johannes der Arme“ genannt, im Italienischen heißt Cyrus San Ciro d’Alessandria, im Französischen Cyr d’Alexandrie, wobei er nicht mit Kyros I., einem orthodoxen Patriarchen von Alexandria aus dem 7. Jahrhundert, zu verwechseln ist. Gedenktag der beiden Heiligen ist kirchenübergreifend (katholisch, orthodox, armenisch, koptisch) der 31. Januar. Kopten und Orthodoxe kennen auch den Feiertag Übertragung der Gebeine (im Jahr 412) am 28. Juni.

## Cyrus, Arzt in Ägypten

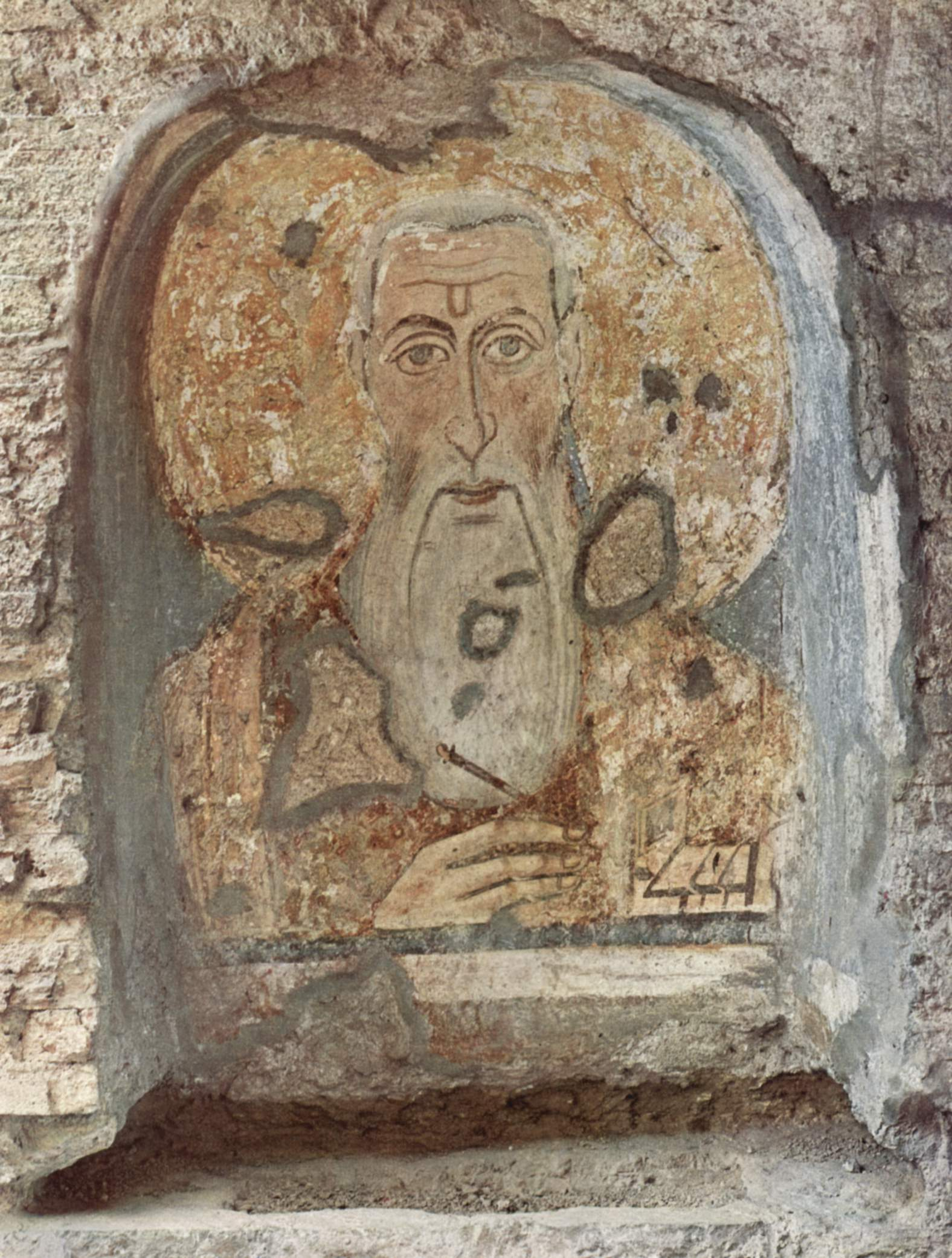
hl. Abbacyrus, Fresko im Mittelschiff von Santa Maria Antiqua

Über Cyrus von Alexandria wird berichtet, dass er in seiner Heimatstadt die Heilkunst gelernt und ausgeübt habe. Seine Behandlung habe nicht nur die einzelnen Krankheitszeichen behandelt, sondern sich auch um die Person des Kranken als Ganzes gesorgt. Gleichzeitig war er bekennender Christ. Der Grund, warum er aus Alexandria fortgehen musste, lag in einer Verfolgung, die der damalige Präfekt von Ägypten eingeleitet hatte; teilweise wird sie als Christenverfolgung dargestellt, teilweise soll sie sich unterschiedslos gegen missliebige Ärzte und gegen Scharlatane gleichermaßen gerichtet haben.

## Der Legionär Johannes
Über den (Legionär) Johannes ist vergleichsweise wenig überliefert, er soll aus der Stadt Edessa in Mesopotamien (heute Urfa, Türkei) stammen und hatte möglicherweise einen höheren Rang erreicht.

## Die Märtyrer Cyrus und Johannes
In der Zeit der Verfolgungen mussten Cyrus und Johannes Exil in der Provinz Arabia Petraea suchen und wurden zu Eremiten. Als sie – einige Jahre später – vom Schicksal der bedrängten Athanasia und ihrer drei Töchter Theoktista, Theodota und Eudoxia (elf bis fünfzehn Jahre alt) hörten, die wegen ihres Christseins gefangen genommen worden waren, kehrten sie nach Ägypten zurück, um ihnen beizustehen. Cyrus und Johannes wurden aber gefangen genommen, gefoltert und schließlich enthauptet. Am folgenden Tage sind dann auch die vier Frauen, die die Qualen der beiden Männer mitansehen mussten, getötet worden.

## Heiligenverehrung
Das Zeugnis über Cyrus und Johannes stammt von Kyrill von Alexandria. Im Jahr 412 fand er die Reliquien in der Markuskirche in Canopus, brachte sie nach Menouthis und ließ ihnen eine Kirche erbauen; dort sollten sie heidnische Kulte verdrängen. Ab dem 6. Jahrhundert breitete sich die Verehrung der beiden als Wunderheiler dann schnell aus; Sophronius von Jerusalem unterstützte dies kräftig durch seine Sammlung über ihre Wunder.
Cyrus gehört – wie Cosmas und Damian und wie Pantaleon – zu einer Gruppe von Heiligen, die „heilige Geldverächter“ genannt werden, griechisch: Agioi Anárgyroi (῞Αγιοι ᾿Ανάργυροι), weil sie sich von ihren (armen) Patienten für ihre ärztlichen Dienste nicht entlohnen ließen. Cyrus trug deshalb den Beinamen Anárgyros.
In Rom sind dem Märtyrer San Ciro d’Alessandria mehrere Kirchen geweiht, diese heißen aber S. Passera (Chiesa di Santa Passera), weil sich ausgehend vom Namen „Abbas Cyrus“ im Laufe der Zeit eine ungewollte Umbenennung (oder Verballhornung) ergab.